# Międzynarodowy Festiwal Folkloru
Międzynarodowy Festiwal Folkloru „Kaszubskie Spotkania z Folklorem Świata” – impreza odbywająca się rokrocznie od 1994 roku jednocześnie na scenach w Brusach, Kościerzynie, Chojnicach, Wielu.
Na festiwalu występują najczęściej amatorskie zespoły folklorystyczne. W trakcie imprezy można zobaczyć zespoły zarówno z Kaszub, jak i z innych części świata, czasem tak egzotycznych jak Chiny, Indie, Meksyk, czy Fidżi.